# Evangelická teologická fakulta Univerzity Karlovy
Evangelická teologická fakulta (ETF) Univerzity Karlovy (UK) je jednou ze tří teologických fakult této univerzity, poskytuje vzdělávání v oborech: evangelická teologie, sociální a pastorační práce, komunitní krizová a pastorační práce (diakonika), teologie-spiritualita-etika, teologie křesťanských tradic.

## Historie
V roce 1781 byly Tolerančním patentem povoleny v habsburském soustátí dvě reformační konfese, augsburská a reformovaná. Žádost českých a moravských evangelíků o zřízení vlastního bohosloveckého učiliště však císař Josef II. již zamítl. Pastoři obou tolerovaných konfesí proto získávali vzdělání na teologických fakultách v Německu a v Uhrách. V roce 1821 byl pro výchovu bohosloveckého dorostu zřízen teologický ústav ve Vídni. Zde museli posléze svá studia začínat a končit všichni evangeličtí bohoslovci z Čech, Moravy i Rakouského Slezska. Kromě toho však dále studovali v Heidelbergu, Tübingenu, Basileji, ve Skotsku a jinde. Na jaře roku 1848 prosazovali zřízení evangelické teologické fakulty v jedenácté sekci Národního výboru Bedřich Vilém Košut a Josef Růžička. 1890 se snažil o zřízení protestantské teologické fakulty akademický spolek Jeroným.

### Počátky
V roce 1918 po vzniku ČSR se české a moravské reformované a luterské sbory spojily v Českobratrskou církev evangelickou. Ta začala vzápětí usilovat o zřízení vlastní teologické fakulty.
8. dubna 1919 byl parlamentem schválen zákon o založení Husovy československé evangelické fakulty bohoslovecké v Praze (HČEFB) jako samostatný autonomní ústav se všemi právy a výsadami (promoční, doktorské) vysoké školy. Jako den zřízení byl určen 1. říjen 1919. Husova fakulta sídlila nejprve v sakristii pražského evangelického kostela sv. Salvátora,[zdroj?] od roku 1920 pak v bývalém arcibiskupském semináři v Klementinu, od roku 1945 v Konviktské ulici.
Prvním děkanem fakulty byl zvolen Gustav Adolf Skalský (1857–1926), do té doby profesor praktické teologie ve Vídni, který přednášel praktickou teologii a církevní právo. Církevní dějiny učil bývalý luterský superintendent Ferdinand Hrejsa (1867–1953). Katedru Nového zákona vedl František Žilka (1871–1944). V roce 1920 přibyli Josef Lukl Hromádka (1889–1969) (systematická teologie) a Slavomil Ctibor Daněk (1885–1946) (Starý zákon). Dále filozofie Josef Ladislav Stěhule-Kopal (1875–1946), dějiny náboženství František Linhart (1882–1959), praktická teologie František Bednář (1884–1963) a církevní dějiny František M. Bartoš (1889–1972).

### 1919-1945
V prvním roce své existence měla fakulta pouze 14 zapsaných posluchačů. Českobratrská církev evangelická zajistila pro své studenty od počátku provizorní ubytování a stipendia, později pro ně otevřela i nově upravenou ubytovnu v Husově domě v Jungmannově ulici. Fakulta původně nebyla členěna na katedry, nýbrž byla jako jednotná instituce vnitřně organizována podle oborů.
V učitelském sboru fakulty byly zastoupeny různé teologické směry. Na jedné straně to byla umírněná liberální teologie, jejímž představitelem byl F. Žilka, na straně druhé směr blízký „teologii Slova“, který rozvíjel J. L. Hromádka. Důležitou roli tu hrál měsíčník Křesťanská revue. Na fakultě studovali bohoslovci ČCE, ale i studenti z dalších českých protestantských církví a reformovaní Slováci. Německá okupace v r. 1939 přinesla záhy zavření všech českých vysokých škol. Studium teologie bylo nadále možné pouze formou církevních kursů, jaké při Synodní radě organizoval J. B. Souček, novozákoník fakulty a tajemník Synodní rady.

### 1945-1968
Po skončení války obnovila fakulta záhy svou práci, učitelský sbor byl doplněn novými učiteli. V letech 1948–1951 vydávala fakulta společně s luterskou fakultou bratislavskou čtvrtletník Theologia evangelica. Veřejné přednášky obou sekcí fakulty se těšily velké popularitě. Fakulta měla mimořádný počet studentů. V akademickém roce 1949–1950 jich bylo 230 (99 CČS, 126 z různých protestantských církví, 5 ostatních).
Po únoru 1948 byly teologické fakulty i nadále ponechány jako státní vysoké školy, byly však v roce 1950 reorganizovány. Husova fakulta byla reorganizací rozdělena na fakulty dvě: na Komenského evangelickou bohosloveckou fakultu (KEBF; pro studenty Českobratrské církve evangelické, menších evangelických církví a reformované Slováky) a Husovu československou bohosloveckou fakultu (HČBF; pro studenty z Církve československé husitské). Vůdčí osobností fakulty zůstával po léta prof. Hromádka. Následujících 16 let (1950–1966) byl nepřetržitě děkanem. Podmínky pro práci fakulty, zprvu zdánlivě dobré, se záhy znatelně zhoršily. Někteří profesoři museli odejít nuceně do výslužby (Bednář, Novotný), počet asistentů byl snížen, možnosti vydávání teologické i obecně náboženské literatury omezeny. Závažný byl pokles počtu studentů: ze 160 v r. 1950 klesal až na 30 v r. 1964.

### 1968-1990
Učitelé i studenti Komenského fakulty se aktivně podíleli na procesech „Pražského jara“. O tom svědčí projevy, usnesení, veřejné přednášky i články v tisku církevním i necírkevním. V Husově bohosloveckém semináři dále pokračovaly pravidelné týdenní rozhovory široce ekumenické povahy, které zde byly organizovány od počátku šedesátých let. Po roce 1969 se fakulta dostává se pod kontrolu státních orgánů, její ekumenické styky s cizinou byly výrazně omezeny, postoje profesorů a studentů byly předmětem zájmu i Státní bezpečnosti. Profesorský sbor se dosud skládal převážně z učitelů, kteří byli jmenováni na základě řádných habilitačních spisů a řízení před druhou světovou válkou nebo těsně po ní. Jmenování nových učitelů bylo sice prováděno ministerstvem kultury, avšak pouze na návrh fakulty, která trvala na ověření odborné kvalifikace budoucího učitele v habilitačním řízení. Od r. 1978 byly umožněny pobyty v zahraničí pro studenty a někteří profesoři byli zváni, aby působili po delší dobu jako zastupující nebo hostující profesoři na fakultách v cizině.
V letech 1953–95 (pod názvem Komenského evangelická bohoslovecká fakulta) sídlila v Husově domě (sídle Českobratrské církve evangelické) v Jungmannově ulici č. p. 9.

### 1990-1994
Zájem o studium bohosloví po roce 1989 neobyčejně vzrostl, počet studentů se více než zdvojnásobil. Do čela fakulty byl postaven jeden z těch, kdo v minulém období veřejně učit nesměli, jeden z prvních signatářů Charty 77, Jakub S. Trojan. V roce 1990 byla Komenského evangelická bohoslovecká fakulta inkorporována do svazku Karlovy univerzity v Praze a přijala jméno Evangelická teologická fakulta Univerzity Karlovy.

### 1995-současnost
Po provizoriích v prostorách salvátorského sboru, v bývalém klementinském semináři, několika letech v budově v ulici Konviktské i po dlouhodobém propůjčení prostor při ústředí Českobratrské církve evangelické v Husově domě, se fakulta stěhuje do církví zakoupené a zrekonstruované budovy Marathon v Černé 9. V r. 2014 budovu od církve pro fakultu odkoupila univerzita. Důležitým mezníkem pro výuku na ETF byl rok 1995, kdy akademický senát fakulty a následně akademický senát univerzity schválil nový Studijní a zkušební řád. S akademickým rokem 2003–2004 bylo pak poprvé uvedeno do praxe také studium dvouoborové, jednak studium evangelické teologie a současně filozofie, jednak studium evangelické teologie v kombinaci s pedagogikou. V akademickém roce 2009–2010 došlo k zásadní proměně studia na ETF. Dosud jediný magisterský program studia Evangelická teologie byl po nových akreditacích rozdělen na stupeň bakalářský a navazující magisterský. K stávajícím programům přibyly navíc i další navazující magisterské programy, totiž Křesťanská humanitární a pastorační práce – diakonika (od ak. roku 2019–2020 akreditována jako Komunitní krizová a pastorační práce – diakonika) a Teologie křesťanských tradic – ekumenika. Roku 2016–2017 přibyl navazující magisterský studijní program Teologie–spiritualita–etika.

## Charakteristika
Evangelická teologická fakulta chce sloužit svobodným bádáním k poznání pravdy, v níž spočívá blaho lidského rodu, jakož i pěstovat vědu evangelické teologie a umožnit přístup k ní všem zájemcům, bez ohledu na církevní příslušnost. Zavazuje se přitom k uctivé pozornosti vůči biblickému svědectví a k pozornému naslouchání dědictví české i evropské reformace a ke snaze uvádět obé do rozhovoru s tradicemi křesťanské ekumeny a s myšlenkovými a duchovními proudy dnešního lidstva. (Statut ETF UK)

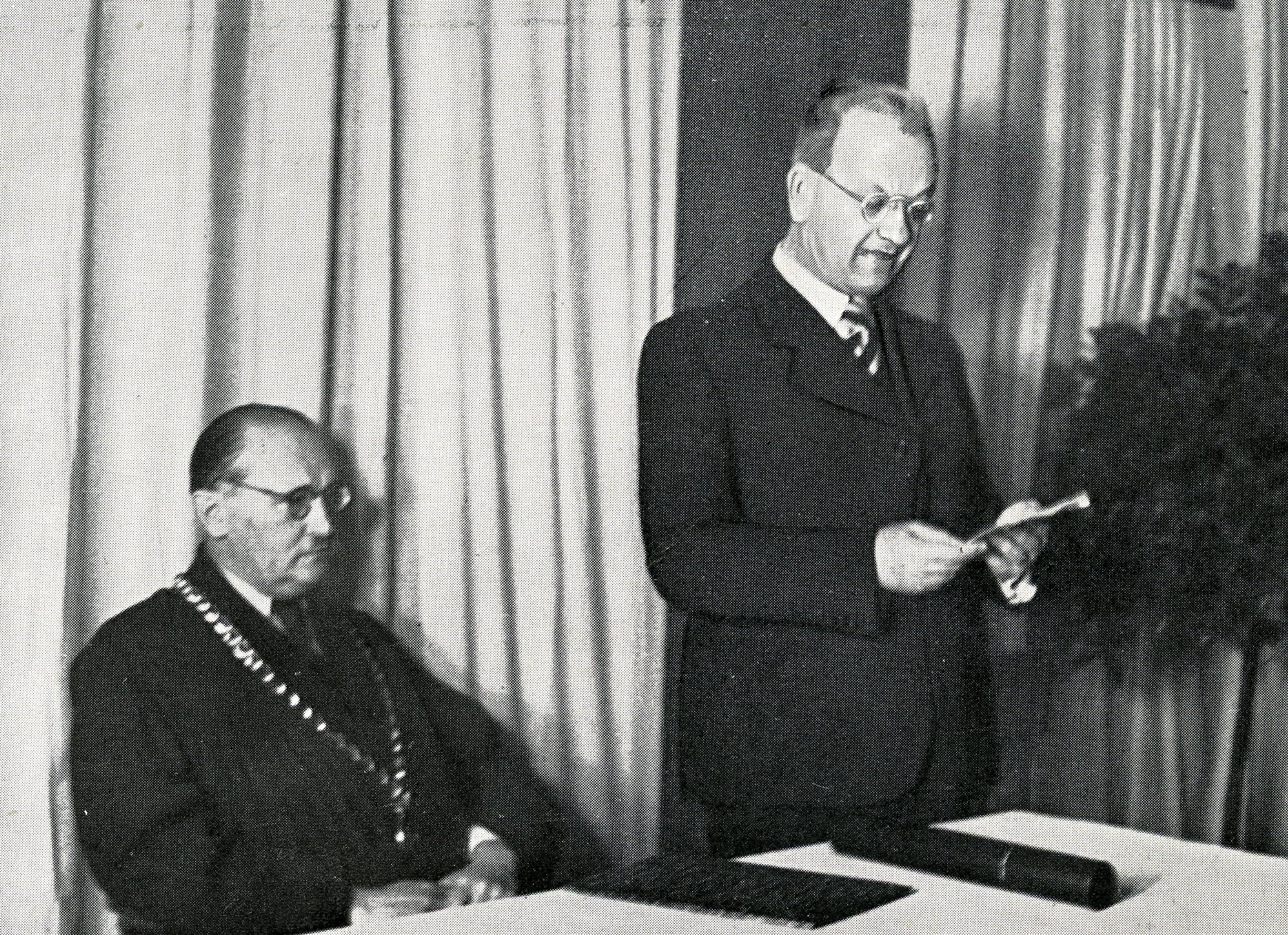
Promoce na HČEFB za účasti synodního seniora Josefa Křenka (40. léta 20. stol.)

### Obory
Na fakultě je možné studovat:
- v bakalářských programech[12]
  - Teologie křesťanských tradic
  - Evangelická teologie
  - Sociální a pastorační práce
- v magisterském programu:[13]
  - Evangelická teologie
  - Teologie-spiritualita-etika
  - Komunitní krizová a pastorační práce - Diakonika
- v doktorském programu:[14]
  - Biblická teologie
  - Historická a systematická teologie
  - Praktická a ekumenická teologie a teologická etika
  - Filozofie náboženství

Všechny doktorské programy lze studovat formou prezenčního či kombinovaného studia, a to v jazyce českém a anglickém.
- v anglickém jazyce lze studovat:[15]
  - Bachelor's programme in Protestant Theology
  - Master's programme in Protestant Theology

### Představitelé fakulty
Nejvyšším představitelem fakulty je její děkan, jímž je od roku 2022 teolog Jan Roskovec.

### Katedry, jejich představitelé a další pracovníci
Zpracováno podle: zdroj
- Starý zákon: prof. ThDr. Martin Prudký; prof. Filip Čapek, Th.D.; doc. Petr Sláma, Ph.D.; doc. Jan Dušek, PhD; doc. Jan Rückl, Ph.D.[17]
- Nový zákon: doc. Jiří Mrázek, Th.D.; doc. Jan Roskovec, Th.D.; Mgr. Jan Amos Dus, Th.D.; Mgr. David Cielontko, Ph.D.[18]
- Systematická teologie: prof. ThDr. Jan Štefan; doc. ThDr. Petr Macek, doc. Petr Gallus, Ph.D., Mgr. Ondřej Kolář, Th.D.[19]
- Teologická etika: doc. dr. Jindřich Halama; ThDr. Pavel Keřkovský; Mgr. Jan Zámečník Th.D; Ing. Ondřej Fischer, MA, Ph.D.; emeritus prof. ThDr. Ing. Jakub S. Trojan[20]
- Církevní dějiny: prof. ThDr. Martin Wernisch; doc. Ota Halama, Th.D.; Dr. Peter Morée; emeritus prof. PhDr. Noemi Rejchrtová[21]
- Religionistika: prof. Pavel Hošek, Th.D.; doc. PhDr. Zdeněk Vojtíšek, Th.D.; Mgr. Pavol Bargár, M.St., Ph.D.[22]
- Praktická teologie: doc. Tabita Landová, Ph.D.; ThDr. Ladislav Beneš; Mgr. Monika Ulrichová, Ph.D.; Mgr. Ondřej Macek, Ph.D.; Mgr. Bc. Eliška Hudcová Ph.D.[23]
- Filosofie: prof. Lenka Karfíková Dr. theol.; Jan Kranát, Ph.D.; Mgr. Olga Navrátilová, Ph.D.[24]
- Ekumenický institut: prof. Ivana Noble, Ph.D; doc. Tim Noble, Ph.D; Mgr. et Mgr. Martin Vaňáč, Ph.D.; Mgr. Kateřina Kočandrle Bauerová, Th.D.; Mgr. Zdenko Širka, Ph.D.; Mgr. Petr Jandejsek, Th.D.[25]
- sociální práce: Doc. PhDr. Eva Křížová, Ph.D.; Mgr. Ing. Olga Angelovská, Ph.D.; JUDr. Daniel Bartoň, LL.M., Ph.D.; Mgr. Bc. Eliška Hudcová Ph.D.; PhDr. Hana Janečková, Ph.D.; PhDr. Marta Kolářová, Ph.D.; PhDr. Eva Mašková, Ph.D.; Mgr. Alžběta Matochová; PhDr. Pavel Pěnkava, Ph.D.; PhDr. Jaroslava Šťastná, Ph.D.[26]

## Budova fakulty
V současnosti fakulta sídlí v domě Marathon na Novém Městě v Černé ulici čp. 646/II. Dům byl postaven v roce 1928 podle návrhu architekta Františka Xavera Čtrnáctého původně pro Plichtův tělovýchovný ústav. V suterénu se po celé šíři domu nachází velká tělocvična s galerií, na zdi tělocvičny jsou tři reliéfy od Ladislava Šalouna se sportovní tematikou. V současnosti se v tělocvičně nachází fakultní knihovna. V dvorním traktu je původní dřevěné dvouramenné schodiště s obrazem od Vladimíra Stříbrného z roku 1928. V přízemí domu při ulici dlouho fungovala kavárna Marathon Café. V suterénu budovy se nachází fakultní kaple, kde se během semestru ve středu od 11:45 konají pravidelné bohoslužby. V současnosti při fakultě jako kaplanka působí evangelická farářka Jana Hofmanová.
Budova patřila Českobratrské církvi evangelické. Po schválení 33. synodem této církve byla v roce 2014 prodána Univerzitě Karlově.